# Палеоконсерватизм
Палеоконсервати́зм — назва традиційного річища американської консервативної думки, в опозиції до неоконсерватизму. Палеоконсерватори критично ставляться до сучасної форми ліберальної демократії. Намагаються привернути увагу до необхідності повернення до моральних принципів, заснованих на релігії. Є противниками централізації влади. Вони звертають увагу на постійне зростання функцій уряду в останні десятиліття. В області зовнішньої політики є прихильниками ізоляціонізму та противниками інтервенціонізму.